# Barcelona (Lied)
Barcelona ist ein Lied des Rocksängers Freddie Mercury und der Opernsängerin Montserrat Caballé. Es erschien 1987 als Single sowie 1988 mit einem längeren Intro auf dem gleichnamigen Album Barcelona. Die Komposition und der auf Caballés Geburtsstadt Barcelona bezogene Text stammen von Mercury und Mike Moran. Anlässlich der Olympischen Sommerspiele 1992 wurde der Titel erneut als Single veröffentlicht.

## Entstehungsgeschichte
Mercury nahm das im Jahr 1987 komponierte Duett Barcelona gemeinsam mit der spanischen Opernsängerin Montserrat Caballé auf, deren Stimme und Ausstrahlung ihn faszinierten. Produziert wurden die Aufnahmen von Mercury sowie von Queen-Koproduzent David Richards und Mike Moran. Es wirkten zahlreiche Gastmusiker mit, unter anderem der Perkussionist Frank Ricotti.

## Veröffentlichungen
Am 26. Oktober 1987 erschien Barcelona als Single (Länge: 4:25). Auf der B-Seite ist das von Mercury und Moran komponierte Exercises in Free Love zu hören, gesungen von Montserrat Caballé. Die 12"-Maxi-Single enthält eine „Extended Version“ (7:04) von Barcelona. Das Video zur Single drehte David Mallet, der schon zuvor bei zahlreichen Videoclips von Queen und Mercury Regie geführt hatte. Ein Jahr nach der Veröffentlichung der Single folgte am 10. Oktober 1988 das nach ihr benannte Album Barcelona. Da die Albumfassung des Titelstücks (5:37) das Intro der „Extended Version“ enthält, ist sie deutlich länger als die Single-Fassung. Aus Anlass der Olympischen Spiele wurde der Song im Juli 1992 erneut als Single herausgebracht. Zahlreiche Fernsehstationen sendeten im Rahmen der olympischen Sportübertragungen regelmäßig Ausschnitte des Stücks – die Neuauflage der Single beinhaltet deshalb auch einen von der BBC gekürzten sogenannten „TV Edit“ (1:17) von Barcelona. In den Charts war der Titel bei seiner Wiederveröffentlichung erfolgreicher als die Erstauflage: In einigen Ländern, darunter Großbritannien, erreichte die Single mit Platz zwei fast die Spitzenposition. In den USA ist der Song weder in den achtziger noch in den neunziger Jahren als Single erschienen.
Barcelona ist des Weiteren unter anderem auf Mercurys posthum veröffentlichten Kompilationsalben The Freddie Mercury Album von 1992 und Lover of Life, Singer of Songs – The Very Best of Freddie Mercury Solo aus dem Jahr 2006 enthalten. Die Single-Fassung erschien 1999 auch auf Queen-Album Greatest Hits III. Mercurys im Jahr 2000 veröffentlichtes umfangreiches Boxset The Solo Collection beinhaltet eine Vielzahl an 1987 entstandenen originalen Aufnahmen des Titels, inklusive zahlreicher Demoversionen.
Zwei Versionen von Barcelona im 5.1-Surround-Sound erschienen unter anderem auf der 2000 herausgebrachten Video-Sammlung Freddie Mercury – The Video Collection (die auch in The Solo Collection enthalten ist).

## Aufführungen

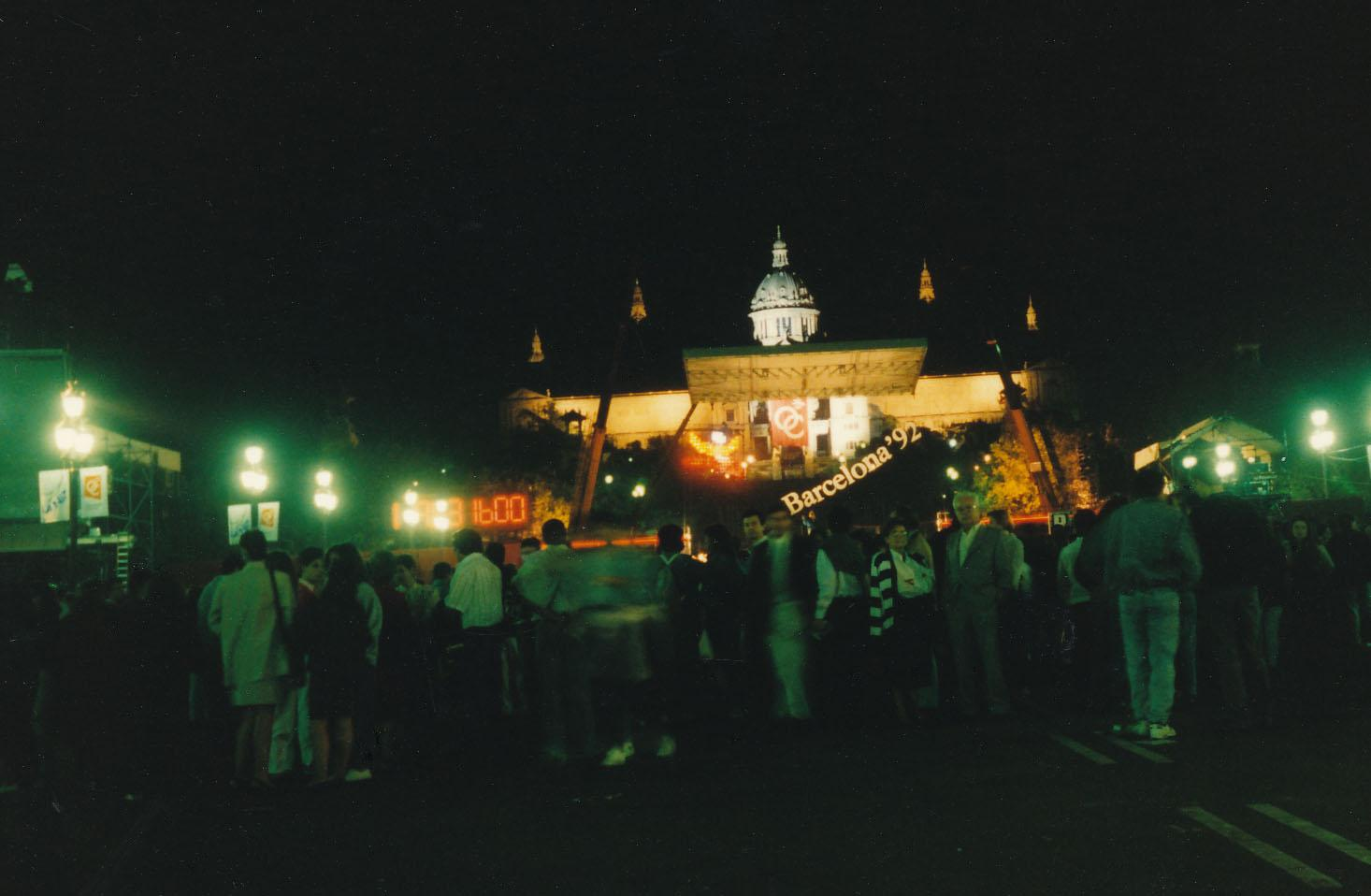
Festival „La Nit“, Barcelona, 8. Oktober 1988

Fünf Monate vor Erscheinen der Single führten Mercury und Caballé den Titel erstmals am 29. Mai 1987 als Playback-Vortrag im „Ku“-Klub beim „Ibiza 92“-Festival auf, das vom spanischen Fernsehsender TVE mitveranstaltet wurde.
Im Rahmen des „La Nit“-Festivals am 8. Oktober 1988 in Barcelona anlässlich der Ankunft der olympischen Flagge aus Seoul präsentierten beide – zwei Tage vor Veröffentlichung des Albums – erneut ihren Titel Barcelona im Playback-Modus. Der Auftritt wurde live im Fernsehen übertragen; die insgesamt drei dargebotenen Stücke sind in neu bearbeiteter Form unter anderem in Mercurys 2000 veröffentlichter Kompilation The Video Collection enthalten.
Zu einer Aufführung im Rahmen der Olympischen Sommerspiele 1992 kam es nicht, weil nach Mercurys Tod infolge seiner AIDS-Erkrankung im November 1991 kein anderer Duettpartner für Caballé laut BBC in Frage kam. Vor dem Champions-League-Finale Manchester United gegen den FC Bayern München im Stadion Camp Nou am 26. Mai 1999 führte Caballé Barcelona live auf, begleitet von Mercury in Form einer auf die Stadionschirme projizierten Video-Aufzeichnung.

## Coverversionen
Der englische Tenor Russell Watson nahm mit Gastsänger Shaun Ryder, dem ehemaligen Sänger der Band Happy Mondays, eine Coverversion auf, die 2000 auf Watsons Debütalbum The Voice erschien. Seine 2006 veröffentlichte Kompilation The Ultimate Collection beinhaltet den Titel ebenfalls.